# Ishida Masatoshi
Masatoshi Ishida (石田 雅俊 Ishida Masatoshi, sinh ngày 4 tháng 5 năm 1995 ở Chiba) là một cầu thủ bóng đá người Nhật Bản. Anh thi đấu cho Azul Claro Numazu.

## Sự nghiệp thi đấu
Masatoshi Ishida gia nhập câu lạc bộ tại J2 League; Kyoto Sanga FC năm 2014. Anh chuyển đến câu lạc bộ J3 League; SC Sagamihara vào tháng 7 năm 2016.

## Thống kê câu lạc bộ
Cập nhật đến ngày 23 tháng 2 năm 2017.
| Thành tích câu lạc bộ | Thành tích câu lạc bộ | Thành tích câu lạc bộ | Giải vô địch | Giải vô địch | Cúp                   | Cúp                   | Tổng cộng | Tổng cộng |
| Mùa giải              | Câu lạc bộ            | Giải vô địch          | Số trận      | Bàn thắng    | Số trận               | Bàn thắng             | Số trận   | Bàn thắng |
| Nhật Bản              | Nhật Bản              | Nhật Bản              | Giải vô địch | Giải vô địch | Cúp Hoàng đế Nhật Bản | Cúp Hoàng đế Nhật Bản | Tổng cộng | Tổng cộng |
| --------------------- | --------------------- | --------------------- | ------------ | ------------ | --------------------- | --------------------- | --------- | --------- |
| 2014                  | Kyoto Sanga           | J2 League             | 7            | 2            | 1                     | 0                     | 8         | 2         |
| 2015                  | Kyoto Sanga           | J2 League             | 5            | 0            | 1                     | 0                     | 6         | 0         |
| 2016                  | Kyoto Sanga           | J2 League             | 7            | 0            | 0                     | 0                     | 7         | 0         |
| 2016                  | SC Sagamihara         | J3 League             | 8            | 0            | 0                     | 0                     | 8         | 0         |
| Tổng                  | Tổng                  | Tổng                  | 27           | 2            | 2                     | 0                     | 29        | 2         |